# Difficult
"Difficult" é uma canção da cantora e compositora norte-americana Uffie, lançado como quarto e último single de seu álbum de estréia Sex Dreams and Denim Jeans. O single foi produzido por SebastiAn e foi liberado através da Ed Banger Records, Because Music e Elektra Records em 18 de outubro de 2010. Também foi incluído no lançamento do single, remixes por SebastiAn e Azari.

## Lançamento
Em 28 de julho de 2010 o Dj e produtor Kissy Sell Out estreou um remix da canção, na BBC Radio e liberou a o single para download gratuito a partir de seu blog. Em seguida, a gravadora Ed Banger Records confirmou através de sua página no Facebook que Uffie lançaria a canção como quarto single de seu disco de estréia.

## Faixas
| Download digital |             |         |  |
| N.º              | Título      | Duração |  |
| 1.               | "Difficult" | 2:56    |  |